# Michael Fortescue
Michael David Fortescue (Thornbury, Inglaterra, 8 de agosto de 1946) es un lingüista que ha estudiado las lenguas nativas del Ártico y Norteamérica, especialmente las lenguas esquimo-aleutianas, el chukchi y el nitinaht, una lengua wakash.

## Carrera profesional
Se graduó en Lengua y Literatura Eslava en 1966 en la Universidad de California. Obtuvo el doctorado en Lingüística en 1978, en la Universidad de Edinburgo. Desde 1978 trabajó en el Departamento de Esquimología de la Universidad de Copenhague, en la cual actualmente es profesor de Lingüística General. Desde 2006 es presidente del Círculo de Lingüística de Copenhague. El Diccionario Comparativo Esquimal, del cual es coautor con Steven Jacobson y Lawrence Kaplan, es una obra emblemática al igual que el Diccionario Comparativo Chukotko-Kamchatka. En 1998 expuso y argumentó su hipótesis para integrarar las lenguas esquimo-aleutianas, yucaguiras y urálicas en una gran familia uralo-siberiana e hizo una primera demostración de las relaciones entre el idioma ket y las lenguas na-dene.
Escribió en 2001 un libro sobre la "Lingüística Whiteheadiana", en que explora las posibilidades de una teoría lingüística basada en las teorías filosóficas de Alfred North Whitehead.

## Obras principales
- 1984. Some Problems Concerning the Correlation and Reconstruction of Eskimo and Aleut Mood Markers. Institut for Eskimologi, Københavns Universitet.
- 1990. From the Writings of the Greenlanders: Kalaallit Atuakklaannit. University of Alaska Press.
- 1991. Inuktun: An Introduction to the Language of Qaanaaq, Thule. Institut for eskimologis skriftrække, Københavns Universitet.
- 1992. Editor. Layered Structure and Reference in a Functional Perspective. John Benjamins Publishing Co.
- 1994. With Steven Jacobson and Lawrence Kaplan. Comparative Eskimo Dictionary with Aleut Cognates. Alaska Native Language Center.
- 1998. Language Relations across Bering Strait: Reappraising the Archaeological and Linguistic Evidence. Londres y Nueva York: Cassell.
- 2001. Pattern and Process: A Whiteheadian Perspective on Linguistics. John Benjamins Publishing Co.
- 2002. The Domain of Language. Copenhague: Museum Tusculanum Press.
- 2005. Comparative Chukotko-Kamchatkan Dictionary. Berlín: Walter de Gruyter.